# Coselgulden
Coselgulden, auch Cosel-Gulden, ist eine volkstümlich gewordene Bezeichnung eines silbernen Guldens oder 2⁄3 Talers, der von 1705 bis 1707 unter August dem Starken (1694–1733), Kurfürst von Sachsen und König von Polen, geprägt wurde. Auf der Rückseite befinden sich zwei bogig geformte Wappen, die sich an zwei Stellen berühren und dadurch eine Aussparung bilden, in deren Mitte sich ein Zentrier- oder Zirkelpunkt des Münzstempels befindet. Die Aussparung mit dem Punkt soll der Vulva ähnlich sein und wurde mit der Gräfin Anna Constantia von Cosel, der Mätresse August des Starken, in Verbindung gebracht.

## Zusammenhänge

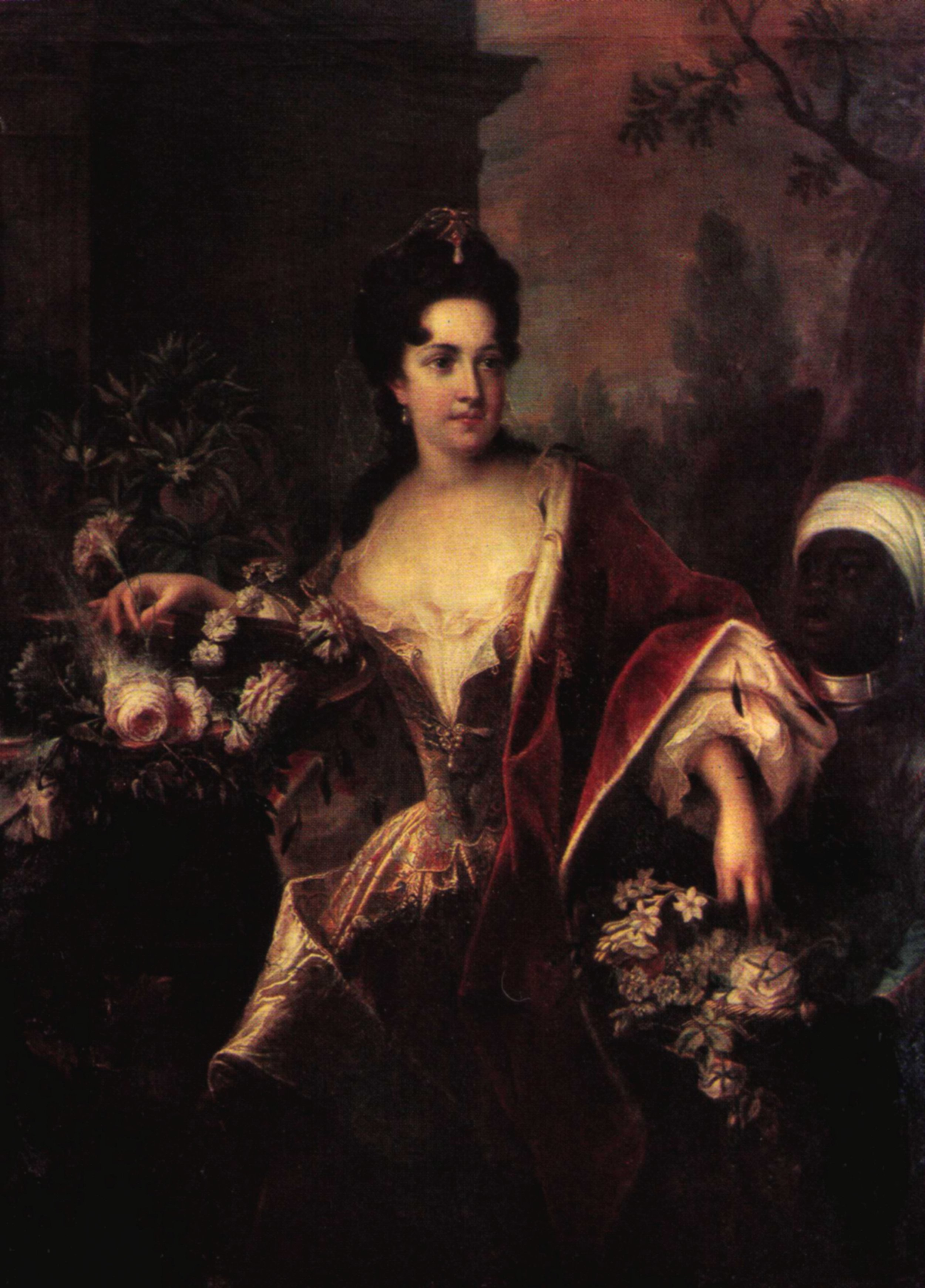
Porträt der Gräfin Cosel. Die Erscheinung im Münzbild des Coselguldens bezog man auf eine Wette des Königs mit der Gräfin

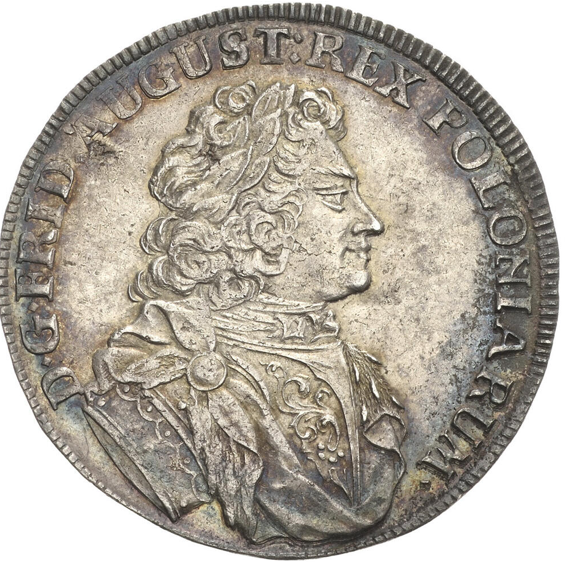
Coselgulden August des Starken von 1706, Vorderseite

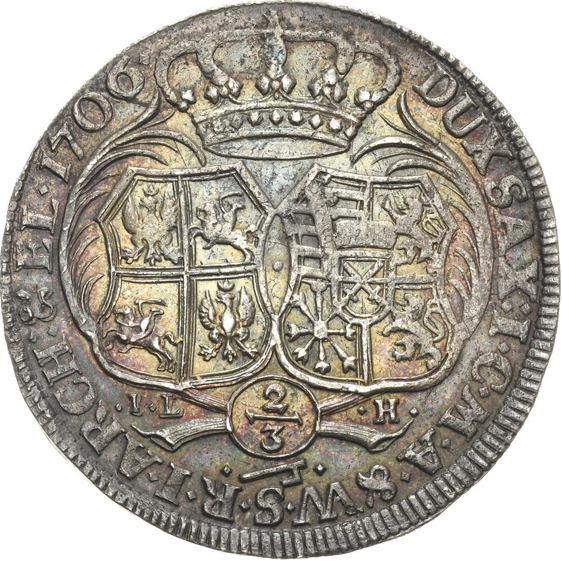
Rückseite mit aneinandergelegten seitlich eingebogenen Wappenschilden und zentrischem Punkt

Die Münzprägung des 17. und 18. Jahrhunderts wurde im Gegensatz zu den Prägungen des 16. Jahrhunderts zur Verherrlichung annähernd jeder monarchischen Lebensregung und der damit verbundenen Festivitäten benützt. Die Anlässe für die Ausgabe von Gedenkmünzenprägungen der sächsischen Kurfürsten der Barockzeit waren Geburt, Taufe, Hochzeit, Regierungsantritt, Ordensverleihung, Monarchenbesuch, Friedensschluss, Schlossbau, Jubiläen und Schützenfeste. In diesem Zusammenhang ist der sogenannte Coselgulden volkstümlich geworden.
„In einem Schäferstündchen“, so Walther Haupt, „habe August der Starke seiner damaligen Mätresse, der Gräfin Cosel, versprochen, ihre Beziehungen zu ihm auf seinem Geld symbolisch darstellen zu lassen, und dieses Versprechen wohl oder übel einlösen müssen.“ Es handelt sich bei dem rückseitigen Münzbild jedoch nicht um eine Obszönität, sondern um eine Aussparung, die durch das Aneinanderlegen des sächsischen und polnischen Wappenschildes entstanden ist. Der Punkt in der Mitte der Aussparung ist ein Zentrierpunkt, der technisch bedingt stehen geblieben ist. „Immerhin“, so Walther Haupt, „charakterisiert der Volkswitz mit dieser Zweideutigkeit seine Auffassung vom Leben und Treiben und dem Lebensinhalt seiner Landesherren recht eindeutig.“
Der mit der Cosel in Verbindung gebrachte Punkt zwischen den beiden sich berührenden Wappenschilden der Rückseite wurde wahrscheinlich zuerst 1734 von Johann Christian Kundmann als Zentrierpunkt gedeutet.
Der Wissenschaftshistoriker Karl Christoph Schmieder hat sich trotz vorheriger Erkenntnisse zur Gestaltung der Rückseite des Coselguldens offenbar nicht eindeutig festlegen wollen. Er erklärt in seinem Handbuch der gesammten Münzkunde von 1821, dass das Besondere dieser Gulden darin besteht,

„daß die beiden Schilder in flachen Bogen ausgeschnitten sind, daher zwischen ihnen eine längliche Öffnung bleibt. In der Mitte dieser Öffnung ist aber ein Punkt zu sehen. Das diese Figur nicht zufällig entstanden sey, wird daraus ersehen, daß es auch halbe Gulden mit derselben und 1⁄3 giebt. Ob sie dem Töpferwitze eines Stempelschneiders, oder, wie man sagt, höherem Befehle ihrem Ursprung verdanke, ist nicht ganz ausgemacht. Man deutete sie aber allgemein auf eine Wette des Königs mit der bekannten Gräfin Cosel, was sie verberge, auf Münzen zu offenbaren.“

Allerdings gibt es keine 1⁄3-Coselgulden, sondern 1⁄3-Taler. In Meyers Conversations-Lexikon für gebildete Stände von 1846 wurden die Ausführungen zum Coselgulden, wie sie von Karl Christoph Schmieder vorliegen, gekürzt übernommen.
Es gibt
- 1 Coselgulden = 2⁄3 Taler
- 1⁄2 Coselgulden = 1⁄3 Taler[7][8]
- 1⁄4 Coselgulden = 1⁄6 Taler.[9]

Wahrscheinlich waren u. a. auch Daten und Fakten über die Gräfin ein Grund für Schmieder, sich zur besonderen Rückseitengestaltung nicht eindeutig festlegen zu wollen.
Anna Constantia (Konstanze) Gräfin von Cosel (Cossell) „erwarb durch Habsucht und Geiz“ so Heinrich Theodor Flathe „ein großes Vermögen, machte sich aber durch den Versuch, sich in die Regierung und Politik einzumischen, die Minister […] zu Feinden.“ Ihre Herrsch- und Eifersucht stürzte sie. Nach einer vorhandenen Vermögensaufstellung, die aus der Zeit ihrer Gefangenschaft in Stolpen um 1725 stammt, belief sich das festgestellte Vermögen auf die für die damalige Zeit ungeheure Summe von 479.190 Talern, 19 Groschen und 6 Pfennigen.
Gelegentlich wird bei der Beschreibung der Rückseite eine Überschneidung der Wappenränder genannt. Eindeutig sichtbar ist jedoch, dass sich die beiden Wappen nur an den Rändern berühren.

## Münzbeschreibung
Die sogenannten Coselgulden sind nach dem Leipziger Münzfuß in der Münzstätte Dresden geprägte Talermünzen des sächsischen Kurfürsten und Königs von Polen, August des Starken. Für die ordnungsgemäße Ausbringung war der Dresdner Münzmeister Johann Lorenz Holland verantwortlich. Den Stempel schnitt Johann Wilhelm Höckner, der besonders durch die Medaille auf die Grundsteinlegung der Dresdner Frauenkirche bekannt ist (siehe Münzgraveure der Münzstätte Dresden).
Der silberne Gulden bzw. 2⁄3 Kuranttaler wiegt 13,67 g bei einem Feingehalt von 944,44 ‰ und hat einen Durchmesser von 36 mm.

### Vorderseite
Die Vorderseite zeigt das geharnischte Brustbild August des Starken nach rechts mit Lorbeerkranz.
- Umschrift: D(ei) • G(ratia) • FRID(ericus) • AUGUST(us) : REX POLONIARUM
  - Übersetzung: Von Gottes Gnaden Friedrich August, König von Polen (Fortsetzung auf der Rückseite)

### Rückseite
Unter der Krone befinden sich zwei seitlich eingebogene Wappenschilde, das vierfeldige polnisch-litauische und das vierfeldige kursächsische mit Kurschild als Mittelschild. Die Wappenschilde sind von gekreuzten Palmenzweigen umgeben. Darunter befindet sich im Kreis die Wertangabe 2⁄3 (Taler) und das geteilte Münzmeisterzeichen  I  L – H. Unter der Wertangabe ist zusätzlich das Münzmeisterzeichen Zainhaken zu sehen. Beide Münzmeisterzeichen stehen für den vorher genannten Münzmeister Johann Lorenz Holland.
Die beiden Wappenschilde stehen so aneinander, dass eine Aussparung zu sehen ist. In deren Mitte befindet sich ein Punkt, der als Zentrierpunkt oder Zirkelpunkt gedeutet wurde.
- Umschrift: DUX SAX(oniae) : I(uliaci) • C(liviae) • M(ontium) • A(ngariae) • & W(estphaliae) • S(acri) • R(omani) • I(mperii) • ARCH(imareschallus) : & EL(ector) • 1706 •
  - Übersetzung: Herzog von Sachsen, Jülich, Cleve, Berg, Engern und Westfalen, des Heiligen Römischen Reiches Erzmarschall und Kurfürst. (Fortsetzung der Vorderseite)[16]